# Wormaldia matagalpa
Wormaldia matagalpa är en nattsländeart som beskrevs av Oliver S. Flint Jr. 1995. Wormaldia matagalpa ingår i släktet Wormaldia och familjen stengömmenattsländor. Inga underarter finns listade i Catalogue of Life.